# Briare

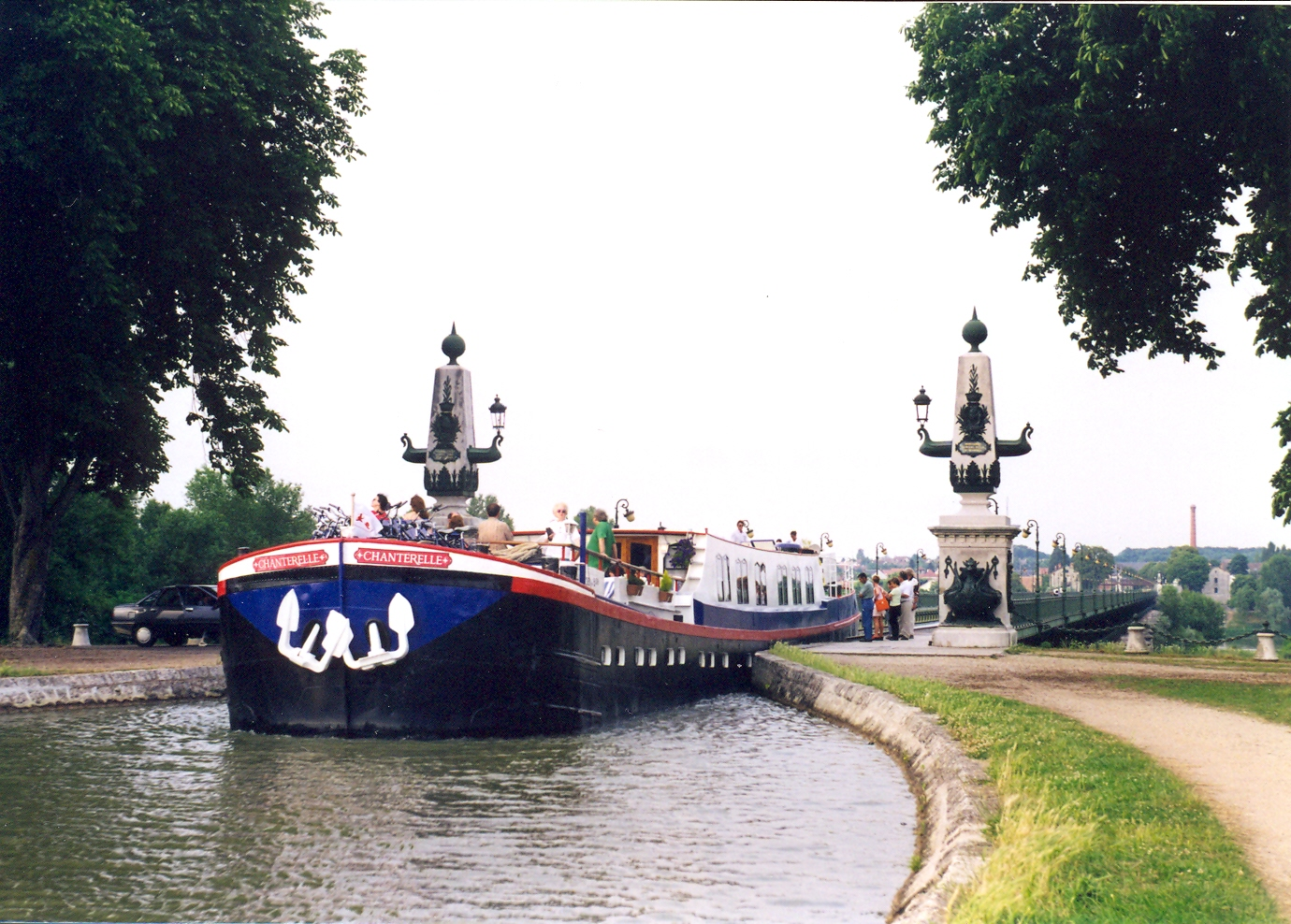
Statek płynący kanałem w Briare

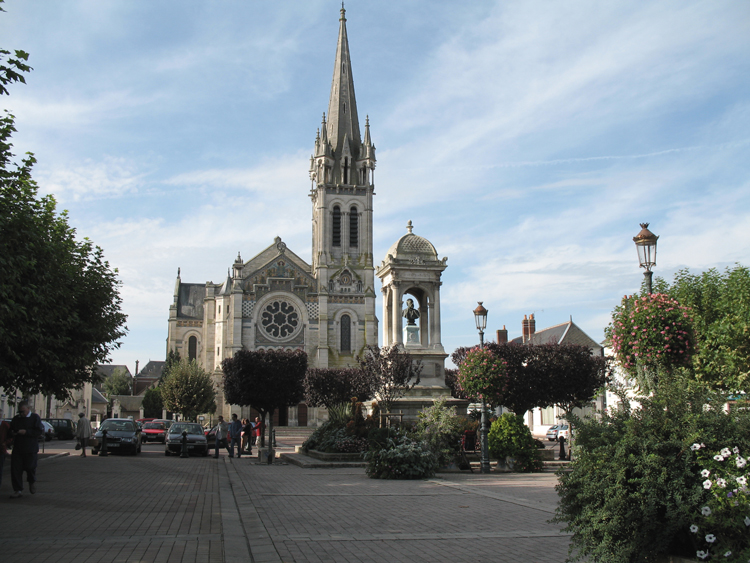
Kościół pw. św. Szczepana w Briare

Briare – miejscowość i gmina we Francji, w Regionie Centralnym, w departamencie Loiret. Ze względu na dużą liczbę kanałów, siedem śluz, czternaście mostów i dwa porty, Briare jest zwane miastem na wodzie.
Według danych na rok 1990 gminę zamieszkiwało 6070 osób, a gęstość zaludnienia wynosiła 134 osoby/km² (wśród 1842 gmin Regionu Centralnego Briare plasuje się na 55. miejscu pod względem liczby ludności, natomiast pod względem powierzchni na miejscu 123.).

## Zabytki i miejsca warte obejrzenia
- most-kanał – wybudowany w latach 90. XIX wieku na podstawie projektu Gustave'a Eiffla most z kanałem
- kościół pw. św. Szczepana – kościół wybudowany w 1895 roku
- Dom Dwóch Żeglarzy (fr. Maison des Deux-Marins) – muzeum gromadzące pamiątki dotyczące historii floty rzecznej pływającej po Loarze i jej kanałach.

## Współpraca
Miejscowość partnerska:
- Mons, Belgia

## Transport
W miejscowości znajduje się stacja kolejowa Gare de Briare na linii Moret – Lyon, obsługiwana przez SNCF.